# Peter Kosta
Peter Kosta (* 20. September 1955 in Prag) ist ein deutsch-tschechischer Slawist, Indogermanist und Professor für Slavische Sprachwissenschaft am Institut für Slavistik an der Universität Potsdam, sowie Herausgeber der Reihe Specimina philologiae Slavicae.

## Leben
Peter Kosta wurde als Sohn des Ökonomen und Publizisten Jiří Kosta und der Künstlerin Helena Kosta (geborene Kohoutová) in eine jüdische deutsch-tschechische Familie geboren. Ab 1962 besuchte Kosta eine tschechische Grundschule in Prag, bis er 1968, zusammen mit seinen Eltern, über Wien und München nach Frankfurt am Main emigrierte. Von 1968 bis 1969 besuchte er in Wien das J. A. Comenius-Gymnasium, von 1970 bis 1971 das Pestalozzi-Gymnasium in München. In Frankfurt am Main 1971 angekommen, vollendete Kosta 1976 das Abitur einschlich Großes Latinum am Goethe-Gymnasium.
Nach dem Abitur begann Peter Kosta ein Studium der Slawischen Philologie, Indogermanischen Sprachwissenschaft, Allgemeinen Sprachwissenschaft und Musikwissenschaft an der Johann Wolfgang Goethe-Universität Frankfurt am Main am Fachbereich Ost- und außereuropäische Sprach- und Kulturwissenschaften. Im Jahr 1981 schloss Kosta mit seiner Monographie „Eine russische Kosmographie aus dem 17. Jahrhundert: Eine sprachwissenschaftliche Analyse mit Textedition und Faksimile“ das Magister artium mit „sehr gut“ ab.
Seit 1982 war Peter Kosta als wissenschaftlicher Mitarbeiter am Institut für Phonetik, Indogermanische Sprachwissenschaft und Slawische Philologie der J. W. Goethe-Universität Frankfurt am Main tätig bei Werner Thomas. Peter Kosta promovierte 1986 zum Dr. phil. „summa cum laude“ mit der Dissertation: Probleme der Švejk-Übersetzungen in den west- und südslavischen Sprachen. Linguistische Studien zur Translation literarischer Texte. Doktorvater war Gerd Freidhof. Zwischen 1987 und 1992 arbeitete Kosta als Hochschulassistent am Slavischen Seminar im Institut für Phonetik, Indogermanische Sprachwissenschaft und Slavische Philologie. Im Jahr 1992 habilitierte er mit der Habilitationsschrift: „Leere Kategorien in den nordslavischen Sprachen: Zur Analyse von Null-Subjekten und Null-Objekten in der Rektions-Bindungs-Theorie“.
Seine aktiven Sprachkenntnisse umfassen Tschechisch, Deutsch, Russisch, Englisch, Französisch, Polnisch, Slowakisch, Serbokroatisch, Niedersorbisch, Slowenisch, Schwedisch, Italienisch, Bulgarisch. Zusätzlich dazu kommen die passiven Sprachkenntnisse von Alt-Griechisch, Latein, Sanskrit, Alt-Irisch, Tocharisch, Litauisch.
Im September 1992 erhielt er am Lehrstuhl für Slavische Sprachwissenschaft und Sprachgeschichte der TU Dresden eine C4-Vertretungsprofessur. Von März 1993 bis Mai 2005 hatte er die Professur für Westslavische Sprachwissenschaft am Institut für Slavistik der Universität Potsdam inne, die im Mai 2005 in die Professur für Slavische Sprachwissenschaft umbenannt wurde.
Seine Forschungsschwerpunkte sind Universalienforschung, Sprachtypologie und formale Syntax bzw. Semantik, Sprachvergleich, Sprachkontakt und Minderheitensprachenforschung, Sprachpolitik und Politolinguistik, Konversationsanalyse, Sprechakttheorie, Übersetzungstheorie.
Peter Kosta wurde zweimal als Gastprofessor und visiting fellow an das Department of Slavic Languages and Literatures sowie an das Linguistics Department der Princeton University, New Jersey, eingeladen. Im Jahre 1999 hielt er Gastvorträge an der Harvard University und im Jahre 2012 erhielt er eine Einladung als Gastprofessor am Department of Linguistics der University of Chicago. Peter Kosta wurde an zahlreiche Universitäten im Ausland als Gastredner eingeladen, unter anderem an das Massachusetts Institute of Technology, die Bar-Ilan-University in Israel, die Uppsala-University, University of East London, Cambridge University, Oxford University. Er ist seit 2011 Mitglied des Promotionsfachrats der Philosophischen Fakultät an der Palacký-Universität Olmütz, Tschechien.
2013 war Kosta Mitglied der FP7 (Seventh Framework Programme der EU) Large-Scale-Projekt-Expertengruppe der Europäischen Kommission zum Thema The multilingual challenge for the European Citizen. Von 2014 bis 2015 Lehr- und Forschungstätigkeit am Lehrstuhl für allgemeine Linguistik der Philosophischen Fakultät der Universität Olmütz im Rahmen des EU geförderten Projekts Lingvistická a lexikostatistická analýza ve spolupráci lingvistiky, matematiky, biologie a psychologie.  Im Jahre 2017 ist Professor Kosta zum zweiten Hauptherausgeber der Oxford Encyclopedia of Slavic Languages bei Oxford University Press neben Alan Timberlake (Columbia University) kooptiert worden und leitet nun das umfangreiche Projekt im Rahmen des online Projekts Research Encyclopedia of Linguistics (ed. Marc Aronoff).
Kosta war Gutachter für nationale und internationale Institutionen wie Deutsche Forschungsgemeinschaft (DFG), Alexander von Humboldt-Stiftung, Deutscher Akademischer Austauschdienst (DAAD), National Science Foundation (USA), Schweizerischer Nationalfonds, Zentrale Evaluations- und Akkreditierungsagentur (ZEvA) und mehrmals für die Tschechische Akademie der Wissenschaften.

## Veröffentlichungen (in Auswahl)
- Eine russische Kosmographie aus dem 17. Jahrhundert. Sprachwissenschaftliche Analyse mit Textedition und Faksimile. Sagner, München 1982.
- Probleme der Švejk-Übersetzungen in den west- und südslavischen Sprachen. Linguistische Studien zur Translation literarischer Texte, Sager, München 1986, ISBN 3-87690-353-X (= Specimina philologiae Slavicae, Supplementband 13 – zugleich Dissertation an der Universität Frankfurt am Main 1986 online)
- Leere Kategorien in den nordslavischen Sprachen. Zur Analyse leerer Subjekte und Objekte in der Rektions-Bindungs-Theorie, Frankfurt am Main 1992 (Habilitationsschrift).
- (mit Hans Dieter Zimmermann, Eckhard Thiele, Peter Demetz, Jiří Gruša, als Mitherausgeber) Die Tschechische Bibliothek in 33 Bänden. Eine Initiative der Robert Bosch Stiftung. DVA Stuttgart, München: Tschechische Bibliothek 1999–2007.
- (mit Nadine Thielemann, als Mitherausgeber) Approaches to Slavic Interaction. John Benjamins, Amsterdam 2013.
- (mit Diego Gabriel Krivochen): Eliminating empty categories. A radically minimalist view on their ontology and justification. Peter Lang, Frankfurt am Main 2013.
- Minimalism and Beyond: Radicalizing the interfaces. hrsg. von Peter Kosta, Steven L. Franks, Teodora Radeva-Bork and Lilia Schürcks. Universität Potsdam / Indiana University, Bloomington  [Language Faculty and Beyond, 11] John Benjamins: Amsterdam, Philadelphia 2014.
- [Ed.] The Slavic Languages. An International Handbook of their Structure, their History and their Investigation. Vol. 1–2. Edited by Karl Gutschmidt (†), Sebastian Kempgen, Tilman Berger, Peter Kosta (Handbook of Linguistics and Communication Science 32.1–32.2). Berlin: De Gruyter Mouton 2009, 2014.
- [Co-Ed.] Informational Fundamentals of Life: Genes and Languages. Contributions of the Satellite Workshop in Olomouc, June, 26–29, 2014. In: Czech and Slovak Linguistic Review 2014/1–2. University Olomouc.